# Лупоаја (Вранча)
Лупоаја (рум. Lupoaia) насеље је у Румунији у округу Вранча у општини Думитрешти. Oпштина се налази на надморској висини од 398 m.

## Становништво
Према подацима из 2002. године у насељу је живело 71 становника, од којих су сви румунске националности.